# Russula cremeo-ochracea
Russula cremeo-ochracea är en svampart som beskrevs av McNabb 1973. Russula cremeo-ochracea ingår i släktet kremlor och familjen kremlor och riskor.   Inga underarter finns listade i Catalogue of Life.